# Carl Hanser Verlag
Der Carl Hanser Verlag GmbH & Co. KG wurde 1928 von Carl Hanser in München gegründet und ist eines der wenigen mittelständischen Verlagsunternehmen im deutschsprachigen Raum, das sich noch im Besitz der Gründerfamilie befindet.

## Geschichte

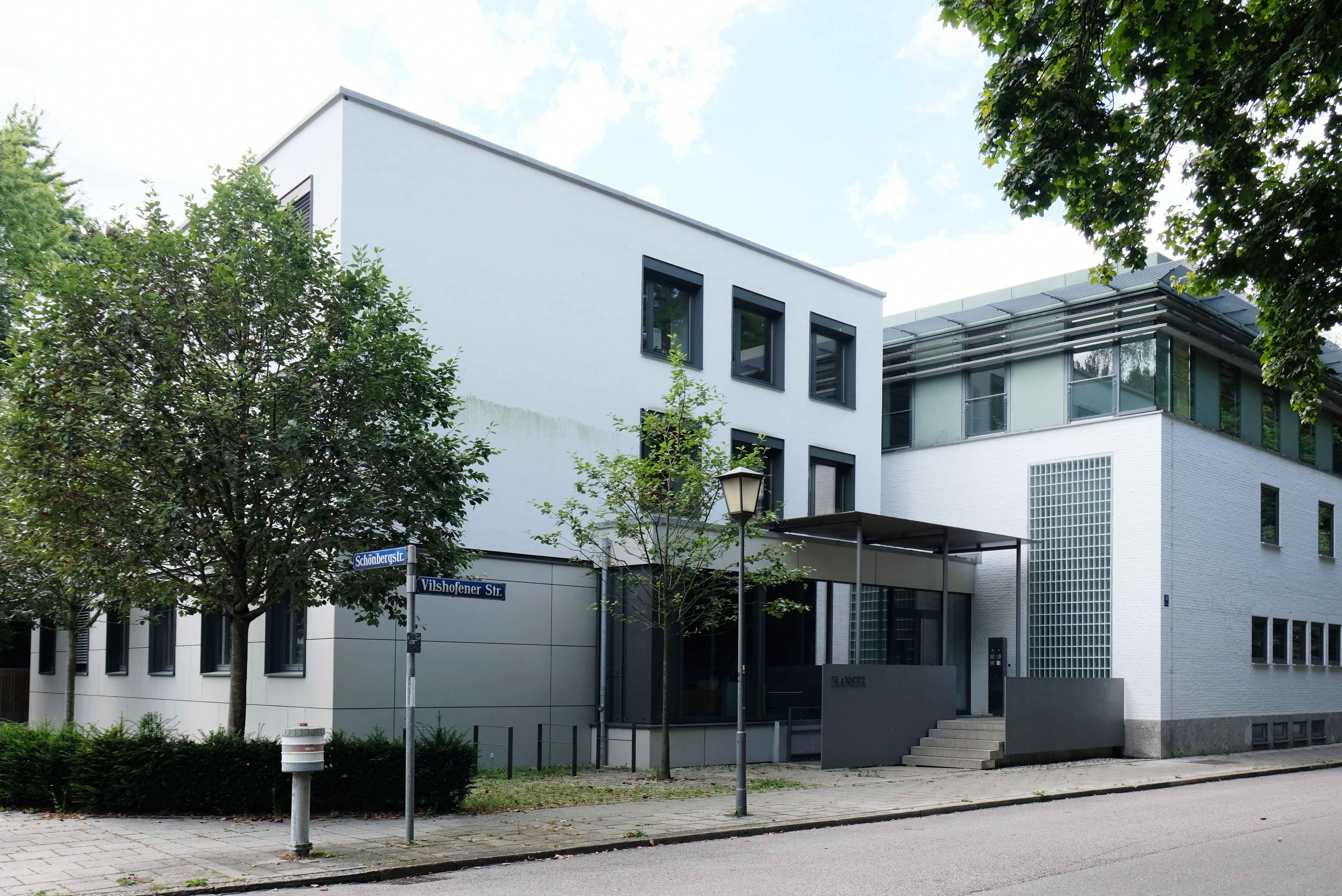
Sitz der Hanser Literaturverlage in München-Bogenhausen (2020)

Von Anfang an ist der Verlag in den beiden unterschiedlichen Bereichen Belletristik und Fachliteratur tätig, wobei die Verlegertätigkeit im Bereich Belletristik von 1933 bis 1946 ruhte. Der Grundstein des Fachverlages wurde mit der Beteiligung an der Zeitschrift Betriebstechnik und der 1933 erfolgten Eingliederung in den Verlag gelegt. Die Tätigkeit auf dem Sektor der Fachzeitschriften ist auch heute mit 21 Titeln neben Literatur und Fachbuch ein weiteres Standbein.
Der Gründer Carl Hanser zog sich 1976 aus der aktiven Verlagsleitung zurück, 1985 starb er. Geschäftsführender Gesellschafter in den 1980er Jahren war der Diplomkaufmann Franz-Joachim Klock (* 1937). Seit 1996 gehört mit Wolfgang Beisler einer der Enkel Carl Hansers der Geschäftsführung an. Michael Krüger war hier bis 2013 Geschäftsführer; auf ihn folgte Jo Lendle.
Im Jahr 1961 war der Carl Hanser Verlag einer von elf Gründungsgesellschaftern des Deutschen Taschenbuch Verlags (dtv), bereits 1954 war er einer der Gründer der Buchserie Die Bücher der Neunzehn. 1969 bis 1974 erschien die Buchreihe Bibliotheca Dracula. 1993 wurde das Joint-Venture „Hanser Gardner Publications, Inc.“ in Cincinnati/Ohio gegründet. Im selben Jahr erweiterte der Verlag seine Tätigkeit auf Kinder- und Jugendliteratur. 1995 übernahm Hanser den Fachbuchverlag Leipzig und den Sanssouci Verlag. Seit 1999 erscheinen die Hanser Kinder- und Jugendbücher unter dem Namen „Reihe Hanser“ auch als Taschenbücher bei dtv. Im Bereich Hörbücher war der Hanser Verlag 1993 als Mitbegründer des „DHV – Der Hörverlag“ schon früh dabei. Für die Herstellung war seit den 1970er Jahren der Buchkünstler Claus Seitz zuständig. 2003 folgte ihm Stefanie Schelleis nach.
2010 zählte der Verlag zu den wenigen Verlagen in Deutschland, die nicht zu einem großen Konzern gehören. An den Standorten München und Leipzig waren etwa 200 Mitarbeiter beschäftigt und erzielten einen Umsatz von rund 50 Millionen Euro. Tochterunternehmen sind (Stand 2010) der 1996 erworbene Paul Zsolnay Verlag in Wien mit dem 2004 zugekauften Deuticke Verlag, der 1999 erworbene Nagel & Kimche Verlag in Zürich, der Sanssouci Verlag sowie Hanser Publications, LLC in Cincinnati. Beteiligungen bestehen am DHV und dtv. Seit November 2010 gehört zur Hanser-Gruppe außerdem die Henrich Publikationen GmbH mit Sitz in Gilching bei München, ein Verlag für technische Fachzeitschriften mit Lesern hauptsächlich in der produzierenden Industrie, im Maschinenbau, der Metallverarbeitung sowie im Elektrohandwerk, der innerbetrieblichen Logistik und der Energiewirtschaft.
2011 wurde die Tochterfirma Hanser Berlin gegründet, die mit dem Herbstprogramm 2012 startete. Geschäftsführerin war anfangs die Lektorin Elisabeth Ruge. 2013 zog sie sich aus dem Hanser Verlag zurück, die Leitung von Hanser Berlin übernahm Karsten Kredel. Kredel folgte im Juni 2020 Lina Muzur, die zuvor schon als stellvertretende Verlagsleiterin bei Hanser Berlin gearbeitet hatte.
Laut Verlagsumfrage 2010 des Magazins Cicero war Hanser mit Autoren wie Herta Müller, Martin Mosebach und Reinhard Jirgl 2010 der wichtigste Verlag für deutschsprachige Literatur. Im Bereich des Kinder- und Jugendbuchs konnte sich Hanser die Rechte einiger bedeutender Autoren sichern. Unter anderem bei Hanser schreiben David Almond, John Green, Finn-Ole Heinrich, Janne Teller, Peter Pohl und Rafik Schami. Das Wirken des Verlages wurde 2012 auf der Frankfurter Buchmesse mit dem Virenschleuder-Preis prämiert.

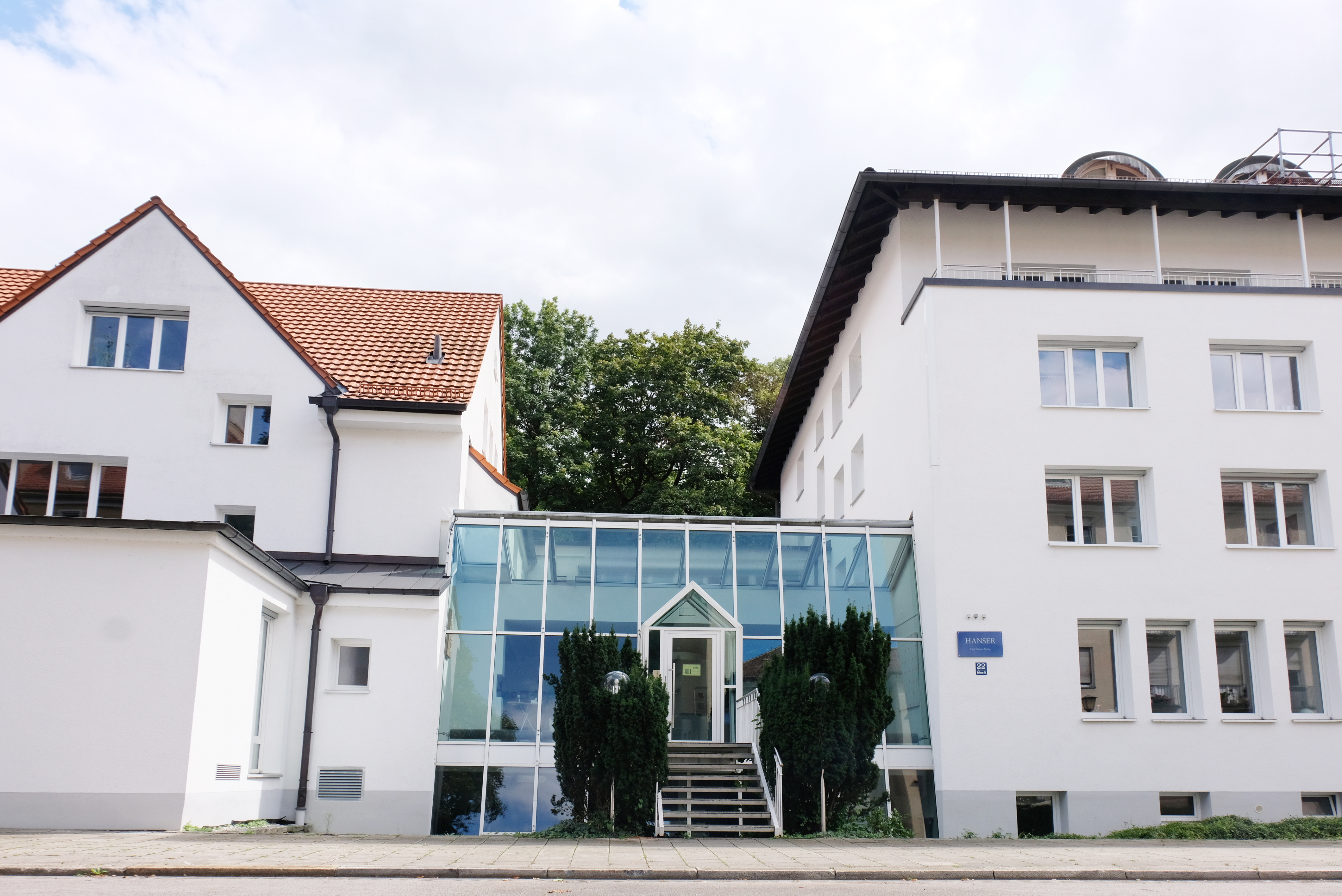
Sitz des Hanser Fachverlags in München-Bogenhausen (2020)

Hanser Fachbuch publiziert Fach- und Sachbücher aus den Bereichen Computer, Technik, Wirtschaft und Wissen. Mit seinen Computerbüchern deckt der Verlag dabei die Sparten Programmierung, Softwareentwicklung, IT- und Projektmanagement sowie Online-Marketing ab und wendet sich an Experten und Anwender. Der Blog Hanser Update wurde im Januar 2019 eingestellt.
2011 wurde der Verlag mit dem Marion-Samuel-Preis ausgezeichnet. Gewürdigt wurde die Neuauflage des autobiografischen Werkes Ist das ein Mensch? von Primo Levi, der elf Monate im KZ Auschwitz inhaftiert war und 1946 das unfassbare Grauen aus der frischen Erinnerung heraus zu Papier gebracht hatte.
Ende 2018 gab der Hanser Fachverlag den Standort Leipzig auf, laut Verlag hatte diese Entscheidung organisatorische und wirtschaftliche Gründe. Das Signet des Fachbuchverlags Leipzig entfällt seit Anfang 2019 in den Neuauflagen der entsprechenden Titel.
Im Frühjahr 2019 startete der Verlagsteil „hanserblau“, geleitet von Ulrike von Stenglin. Hier sollen künftig „eingängig erzählte, handlungsgetriebene zeitgenössische Romane und aktuelle meinungsstarke Sachbücher“, hauptsächlich als Paperback, erscheinen.
Zwischen 1954 und 2024 erschien im Verlag die Literaturzeitschrift Akzente.

## Hanser Corporate
Innerhalb des Verlags gibt es den Zweig Hanser Corporate, welcher sich als Verlag für überzeugende Unternehmenskommunikation umschreibt. Hanser stellt hier „seine technischen Fähigkeiten einem Produkt zur Verfügung“, „das andere initiiert und in Ausführung und Ausrichtung gestaltet haben“. Bücher dieses Zweiges werden dennoch unter der Marke Hanser publiziert.